# Reprezentacja Australii w koszykówce mężczyzn
Reprezentacja Australii w koszykówce mężczyzn – drużyna koszykarska, reprezentująca Australię w meczach i sportowych imprezach międzynarodowych. Za jej funkcjonowanie odpowiedzialna jest Basketball Australia.